# GFAJ-1
GFAJ-1 is een staafvormige extremofiele bacterie uit de familie Halomonadaceae. 
Na de ontdekking van de bacterie werd in een publicatie in Science gesteld dat deze, bij tekort aan fosfor, mogelijk het (voor andere organismen) giftige arseen op kon nemen in zijn DNA. Deze ontdekking ondersteunde de gedachte dat buitenaards leven heel verschillend zou kunnen zijn van leven op aarde. De ontdekking bleek echter onjuist en de publicatie werd in 2025 door Science ingetrokken.
Op 31 januari 2012 publiceerden M.L. Reaves e.a. een onderzoek waarin ze aantoonden dat arseen in het DNA van de bacterie niet detecteerbaar was. Er was nog meer kritiek op het onderzoek, zo publiceerden in juli 2021 Tobias J. Erb ook een artikel in Science waarin zij concludeerden dat de bacterie geen arseen nodig had om te groeien, maar juist wel fosfor.
De bacterie is wel resistent tegen hoge concentraties arseen en ook zout.

## Ontdekking

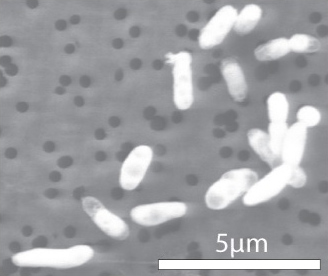
Vergrote cellen van GFAJ-1 gekweekt op fosfor. (J. Switzer Blum)

Het micro-organisme GFAJ-1 werd ontdekt in het Mono Lake en gekweekt door Felisa Wolfe-Simon, een astrobioloog destijds in dienst van NASA. Haar ontdekking lekte uit voordat de publicatie in Science was verschenen.
GFAJ is een afkorting van "Give Felisa a Job."